# La Séguinière
La Séguinière es una población y comuna francesa, en la región de Países del Loira, departamento de Maine y Loira, en el distrito de Cholet y cantón de Cholet-1.

## Demografía
| 1593 | 1672 | 2225 | 3108 | 3482 | 3506 |
| Para los censos de 1962 a 1999 la población legal corresponde a la población sin duplicidades (Fuente: INSEE [Consultar]) |      |      |      |      |      |